# Kazumba (territoire)
Le territoire de Kazumba est une entité déconcentrée de la province du Kasaï central en république démocratique du Congo.

## Géographie
Le territoire s'étend au centre-ouest de la province du Kasaï central.

## Histoire
Avant la réforme administrative de 2015, il fait partie du district de la Lulua.

## Commune
Le territoire compte une commune rurale de moins de 80 000 électeurs.
- Kazumba, (7 conseillers municipaux)

## Secteurs

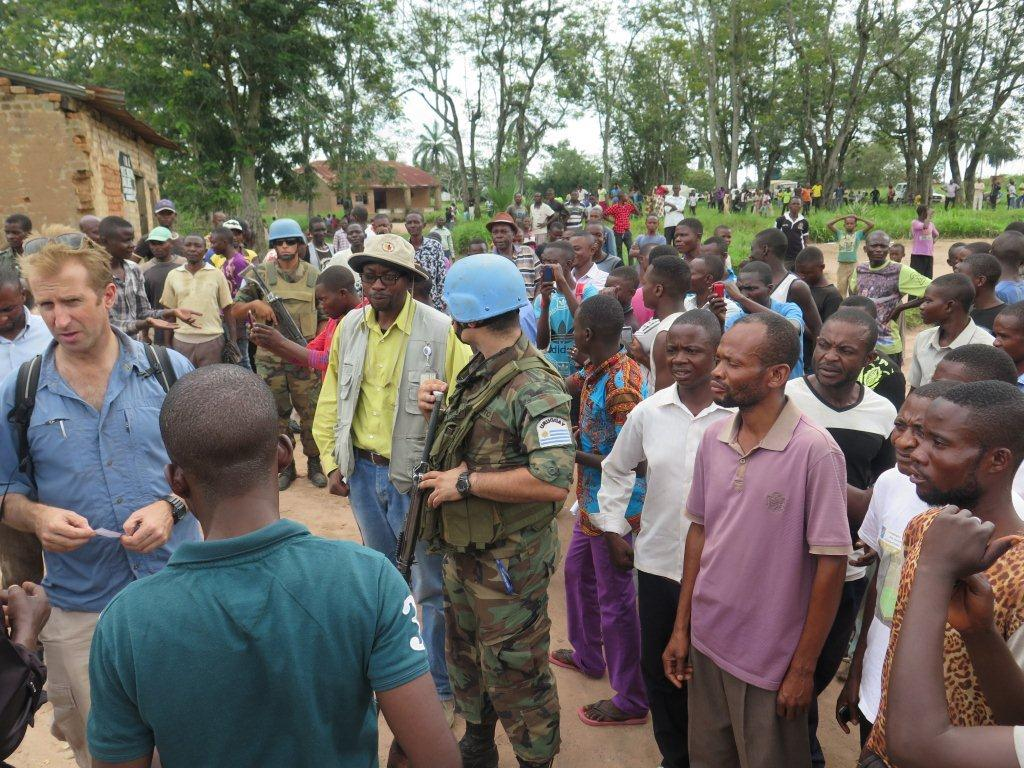
Patrouille de la MONUSCO à Tshibala, dans le secteur de Mboie, pendant la rébellion Kamwina Nsapu, 2017.

Il est divisé en 9 secteurs :
- Bulungu
- Kafuba
- Kavula
- Matamba
- Mboie
- Miao
- Muswaswa
- Mutefu
- Tshitadi

## Société
La cathédrale Saint Joseph Mikalayi est située à la mission catholique de Mikalayi sur le territoire de Kazumba 